# Мефісто (Marvel Comics)
Мефісто (англ. Mephisto) — вигаданий персонаж, який з’являється у коміксах, виданих американським видавництвом Marvel Comics. Він дебютував у Silver Surfer №3 (грудень 1968 року), створений Стеном Лі та Джоном Бушемою. Персонаж заснований на Мефістофелі — демоні з легенди про Фауста, який іноді також згадується під іменем Мефісто. Спочатку представлений як постійний ворог Срібного Серфера та Примарного вершника (Джонні Блейза), Мефісто також став одним із найважливіших антагоністів Людини-павука. Він відповідальний за перетворення Нормана й Гаррі Озборнів на Зеленого гобліна та Кіндреда відповідно, а також за стертя шлюбу Пітера Паркера з Мері Джейн Вотсон, вважаючи їхню майбутню доньку — Дівчину-павука — своєю заклятою ворогинею. Батько таких демонічних істот, як Темносердий, Єзавель і Отець Пріст. Мефісто часто вступає в конфлікт із Доктором Стренджем, Доктором Думом, Багряною відьмою та іншими героями Marvel. Він також відповідальний за створення Космічного Примарного вершника й за моральне падіння Озборнів, Філа Колсона та Отто Октавіуса.
З моменту свого дебюту в часи Срібної Доби коміксів персонаж з’являвся упродовж понад 50 років у всесвіті Marvel. Мефісто також з’являвся в супутній продукції Marvel: анімаційних серіалах, повнометражних фільмах, іграшках, картках та відеоіграх. Мефісто вважається одним із найвідоміших і наймогутніших суперлиходіїв Marvel.
У фільмі «Примарний вершник» (2007) від Sony Pictures його зіграв Пітер Фонда. А у продовженні «Примарний вершник: Дух помсти» (2012) — Кіаран Гайндс. У Кіновсесвіті Marvel (КВМ) Мефісто вперше з'являється у мінісеріалі «Залізне серце» (2025), де його зіграв Саша Барон Коен.

## Історія публікації
Натхненний Мефістофелем із легенди про Фауста, Мефісто був введений у комікси Marvel сценаристом Стеном Лі та художником Джоном Бушемою. Він дебютував у Silver Surfer №3 (обкладинка датована груднем 1968 року) і відтоді став постійним антагоністом цього космічного героя. Згодом з’являвся також у випусках Silver Surfer №8–9 (вересень–жовтень 1969) та №16–17 (травень–червень 1970). Майк Конрой описав Мефісто як «спокусника, який міг запропонувати нескінченно замордованому душею Срібному Серферу весь світ, навіть підсовуючи йому кохану, яка була йому заборонена й недосяжна. Як і завжди з героями Лі, шляхетність і доброта Серфера перемогли, але Мефісто не був знищений — лише зупинений, і таким став шаблон їхньої взаємодії».

## Сили й здібності
Мефісто — надзвичайно могутня, безсмертна демонічна сутність, яка використовує сили магії для досягнення своїх цілей. Він здатен посилювати власні фізичні характеристики до надлюдського рівня, змінювати форму та розміри, створювати ілюзії, маніпулювати пам’яттю, а також змінювати перебіг часу і саму реальність. Його практично неможливо поранити, а завдяки регенеративним здібностям він швидко відновлюється навіть після серйозних ушкоджень. Мефісто черпає силу з джерел зла у світі людей. Як і більшість демонів, він тісно пов’язаний зі своїм власним виміром, у межах якого його могутність зростає в рази, і він має повний контроль над його формою і законами. Перебуваючи в ньому, Мефісто був здатен загрожувати цілим галактикам і навіть стримував битву з насиченим енергією Ґалактусом — щоправда, той пригрозив поглинути царство Мефісто, що змусило останнього відступити. Якщо його фізичне тіло буде знищено, Мефісто відродиться у власному вимірі. Він добре відомий тим, що полює на душі, однак не може поневолити волю іншої істоти без її згоди — зазвичай це відбувається шляхом укладання угоди або фаустівського контракту.

## Сприйняття

### Критика
Джордж Марстон із Newsarama зазначив: «Мефісто, можливо, є одним із найвідоміших і найтриваліших лиходіїв Marvel — і це не дивно, враховуючи, що він заснований на архетипі християнського диявола — мабуть, найвідомішого “злочинця” у релігії, фольклорі, а в деяких випадках — і як метафора в історії людства. Коміксна версія Marvel всесильного, всезнаючого пекельного маніпулятора, який панує над власним царством вічних мук через зраду і тортури, справила подібний вплив і на історію всесвіту Marvel». Марк Бакстон із Den of Geek назвав Мефісто одним із «найстрашніших монстрів, які будь-коли вирвалися з нічних кошмарів Дому Ідей», написавши: «Ви не можете скласти список найбільш підлих монстрів Marvel і не згадати самого диявола. Це не зовсім біблійний диявол — Мефісто є пекельним спокусником, торговцем душами та брехуном, який по суті виконує ту саму функцію, що й Сатана, але не створює Marvel проблем із християнськими консерваторами. Вперше він з’явився у Срібній Добі, вступивши в бій зі Срібним Серфером, і з того часу допікає майже кожному героєві Marvel. Нещодавно він розлютив фанатів, уклавши фаустівську угоду з Пітером Паркером і стерши шлюб Людини-Павука. Мефісто відіграв важливу роль в “Рукавиці нескінченності”, де, немов Яґо, шепотів Таносу на вухо — він уособлення корупції у всесвіті Marvel».

### Нагороди
- У 2014 році IGN помістив Мефісто на 48-ме місце у своєму списку «100 найкращих лиходіїв коміксів»[4].
- У 2015 році Den of Geek помістив Мефісто на 13-тє місце у своєму списку «31 найкращий монстр Marvel»[28].
- У 2017 році Den of Geek помістив Мефісто на 14-те місце у своєму списку «Вартові галактики 3: 50 персонажів Marvel, яких ми хочемо побачити»[29].
- У 2018 році CinemaBlend включив Мефісто до свого списку «5 лиходіїв Marvel, яких ми хотіли б побачити в “Чорній пантері 2”»[30].
- У 2020 році CBR.com помістив Мефісто на 2-ге місце у своєму списку «10 найпотужніших лиходіїв коміксів з демонічним походженням»[31].
- У 2020 році CBR.com помістив Мефісто на 3-тє місце у своєму списку «Marvel: Темні лиходії Людини-павука, від найнудніших до найкрутіших»[32].
- У 2021 році Screen Rant посів 4-те місце в рейтингу «Мефісто та всі інші демони коміксів Marvel, класифіковані за силою»[33].
- У 2021 році CBR.com посів 2-ге місце в рейтингу «Marvel: 10 найсильніших демонів у франшизі»[34].
- У 2021 році Looper помістив Мефісто на 4-те місце у своєму списку «Найсильніші суперзлодії в історії»[35].
- У 2022 році Screen Rant посів 2-ге місце в списку «10 найпотужніших персонажів жахів Marvel Comics»[36], 4-те місце в списку «10 найпотужніших лиходіїв Людей Ікс в Marvel Comics»[37] і включив його в список «10 найпотужніших лиходіїв Wonder Man в Marvel Comics»[38].
- У 2022 році CBR.com помістив Мефісто на 4-те місце у своєму списку «10 найбільших ворогів Диво-людини»[39] та на 6-те місце у своєму списку «10 найстрашніших монстрів Marvel»[40].